# Le Royaume des Devins
Le Royaume des Devins est un roman de fantasy écrit par Clive Barker, paru en 1987 sous le titre Weaveworld.

## Parutions
Le roman a été publié en 1987 au Royaume-Uni et aux États-Unis.
Il a été publié en langue française aux éditions Albin Michel en 1989, puis réédité en collection Folio SF en 2010, avec une traduction de Jean-Daniel Brèque  (ISBN 2-226-03660-1).

## Thème du roman
Le Peuple des Devins est un peuple qui vivait autrefois au sein de l'humanité mais qui, étant différent du fait de ses pouvoirs magiques particuliers, faisait l'objet de multiples pogroms. Il s'est donc réfugié, avec ses possessions, dans la trame d'un tapis.
La trame de ce tapis contient elle-même la Fugue, qui est un monde de contes, d'imaginaire, de merveilles.
La Fugue et ses habitants sont opposés aux lois rationnelles des humains, qui d'ailleurs sont dénommés « Coucous » par les Devins. Mais ces derniers doivent lutter contre « le Fléau », un monstre qui a pour but d'éradiquer toute trace de magie. 
Le héros du roman, Calhoun Mooney (« Cal ») découvre, dans une maison dont la propriétaire est à l'hôpital, un tapis qui va être embarqué par les déménageurs. Au cœur de ce tapis, il découvre la Fugue.
Il va être en butte à quatre super-vilains qui vont tenter de détruire la Fugue :
- Shadwell le vendeur, un homme fou fasciné par la magie et le pouvoir ;
- Uriel, un monstre aux origines indéterminées ;
- Immacolata, une femme aux puissants pouvoirs qui ne rêve que de se venger de la Fugue qui l'a rejetée ;
- Hobbart, un policier obnubilé par l'idée d'Ordre.

## Distinction
- Le roman a reçu le prix Cosmos 2000 en 1990.